# François Yves Faverot de Kerbrech
François Yves Faverot de Kerbrech est un homme politique français né le 3 novembre 1740 à Rennes (Ille-et-Vilaine) et décédé le 23 juin 1808 à Vannes (Morbihan).

## Biographie
Avocat et contrôleur des actes à Pontivy avant la Révolution, il est administrateur du département en 1790 puis vice-président du directoire. Arrêté sous la Terreur, il est remis en liberté le 18 brumaire an III et rétablit dans ses fonctions. Il est élu député du Morbihan au Conseil des Cinq-Cents le 27 germinal an VII, puis est nommé commissaire près le tribunal civil de Vannes en 1800. Il est procureur impérial à Vannes au moment de son décès.

## Sources
- « François Yves Faverot de Kerbrech », dans Adolphe Robert et Gaston Cougny, Dictionnaire des parlementaires français, Edgar Bourloton, 1889-1891 [détail de l’édition]
- Sa fiche sur le site de l'Assemblée nationale